# 16075 Meglass
16075 Meglass este un asteroid din centura principală de asteroizi.

## Descriere
16075 Meglass este un asteroid din centura principală de asteroizi. A fost descoperit pe 9 septembrie 1999 la Socorro, New Mexico, în cadrul proiectului LINEAR. Asteroidul prezintă o orbită caracterizată de o semiaxă mare de 2,42 ua, o excentricitate de 0,19 și o înclinație de 4,9° în raport cu ecliptica.